# C.J. Chivers
C.J. Chivers, właśc. Christopher John Chivers (ur. 1964 w Binghamton) – amerykański wojskowy i reportażysta, oficer United States Marine Corps, dziennikarz związany z The New York Times.

## Życiorys
W 1988 roku ukończył studia na Uniwersytecie Cornella, następnie do 1994 roku służył w United States Marine Corps, gdzie dosłużył się stopnia oficerskiego. Jako żołnierz brał udział w I wojnie w Zatoce Perskiej, a w 1992 roku dowodził jedną z kompanii podczas zamieszek w Los Angeles. Po zwolnieniu ze służby kształcił się w Columbia University Graduate School of Journalism, którą ukończył w 1995 roku.
W 1999 roku został korespondentem wojennym, współpracował z czasopismem The New York Times. Relacjonował między innymi zamachy na World Trade Center, wojny w Afganistanie i Libii, a także II wojnę w Zatoce Perskiej. Od 2004 do 2007 roku był korespondentem w Moskwie, następnie do 2008 roku kierował moskiewskim biurem The New York Times.
Autor książki The Gun z 2010 roku.

## Nagrody[1]
- Livingston Award (1996)
- Nagroda Pulitzera w dziedzinie dziennikarstwa międzynarodowego (2009)
- George Polk Award (2011)